# 千本義昌
千本 義昌（せんぼん よしまさ）は、安土桃山時代から江戸時代前期にかけての旗本。

## 生涯

### 江戸幕府旗本
下野国の那須七騎の1つに数えられる千本氏当主・千本義定の長男として生まれる。
慶長6年（1601年）3月2日、京の伏見において徳川家康に拝謁。翌慶長7年（1602年）には徳川家より父とは別に采地として500石を与えられた。

### 家督を相続できず
しかしながら体が弱く、病がちであった事から旗本としての勤仕を果たせず、この事を本多正信へと言上し旗本の職より離れると江戸に移る。ただ、解任されたわけではなく時折は登城し徳川秀忠の気色伺いをしていたという。
慶長19年（1614年）から慶長20年（1615年）に起きた大坂の陣では冬・夏両陣に供奉し旗本の職分を果たした。しかし、病は癒えることはなく、元和9年（1623年）に父・義定が亡くなった際には江戸幕府も義昌が病がちな事を考慮して跡継ぎに義昌ではなく孫の義等（義昌長男）を指名し、義昌も幕命に異論はなくこれを機に自領の500石を義等に譲り完全に隠居した。

### 千本氏改易と再興
義等は祖父と父の所領を合わせて3,870石余を領する事になったが、寛永10年（1633年）、父に先立って急死。享年26。義等には子がなく、当時の末期養子の禁により改易となったが、義昌次男の和隆が200石（後に1,050石）で千本氏を再興させ、明治維新に至る。
これらを見届けた慶安元年（1648年）10月12日に義昌は逝去した。享年64。